# Melodinus philliraeoides
Melodinus philliraeoides là một loài thực vật có hoa trong họ La bố ma. Loài này được Labill. mô tả khoa học đầu tiên năm 1824.